# Clàudia Livil·la
Clàudia Lívia Júlia (llatí clàssic: LIVIA•IVLIA), coneguda pel diminutiu familiar de Livil·la (13 aC - 31), fou l'única filla de Drus Major i d'Antònia Menor. Germana de Germànic i de l'emperador Claudi, neta de l'emperadriu Lívia —de qui duia el nom—, i tia de Calígula, d'Agripina la Jove i de Britànic.

## Llegat i caràcter

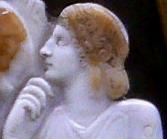
Dona en el Gran Camafeu de França, identificada a vegades amb Livil·la.

La identificació iconogràfica de Livil·la resulta problemàtica, a conseqüència, precisament, de la damnatio memoriae a la qual va ser condemnada pel senat. Per això s'han formulat diferents hipòtesis, però cap no ha assolit una acceptació general.
Tanmateix, un retrat del qual se'n conserven tres rèpliques i que es coneix com a Model d'Alèsia pot ser que representi Livil·la. Tal com es veu a la il·lustració de damunt, mostra una dona en la seva joventut, amb un pentinat que segueix clarament la moda del temps de Tiberi. La fesomia s'assembla, però no resulta pas idèntica, a la d'Antònia Menor, la mare de Livil·la, i algunes de les rèpliques tenen senyals d'haver patit intents de destrucció, cosa que encaixaria amb la damnatio memoriae. Per tot això, aquest retrat podria representar Livil·la.
Per altra banda, també s'ha proposat identificar amb Livil·la una imatge del Gran Camafeu de França, en què surt una dona acompanyada de les siluetes de dues criatures. Malgrat que resulti possible que la dona asseguda a la part dreta del Gran Camafeu sigui Livil·la, sembla més probable que la figura femenina asseguda a l'esquerra, que sosté un rotlle, representi Livil·la com a vídua de Drus, que es veu just damunt seu com una de les tres celestials criatures imperials masculines.

## Aparicions cinematogràfiques
El personatge de Livil·la aparegué a la sèrie televisiva britànica The Caesars interpretat per Suzan Farmer. A la sèrie de la BBC rodada el 1976, Jo, Claudi, basada en la novel·la homònima de Robert Graves, Livil·la fou encarnada per Patricia Quinn. Finalment, a la minisèrie del 1985 A.D. Anno Domini, que narra els orígens del cristianisme i la seva lluita contra l'Imperi Romà, va ser Susan Sarandon qui hi feu de Livil·la.